# Jason Shackell
Jason Shackell (Stevenage, 27 settembre 1983) è un ex calciatore inglese, di ruolo difensore.

## Carriera
Ha giocato con vari club nella seconda divisione inglese.

## Palmarès

### Club

#### Competizioni nazionali
- Football League Championship: 1

Wolverhampton: 2008-2009
- Football League Two: 1

Lincoln City: 2018-2019